# 蒙迪罗斯
蒙迪罗斯（法語：Montdurausse，法語發音：[mɔ̃dyʁos]）是法国奧克西塔尼大區塔恩省的一个市镇，属于阿尔比区。

## 地理
蒙迪罗斯（43°56'52"N, 1°34'9"E）面积15.92 平方千米，位于法国奧克西塔尼大區塔恩省，该省份为法国南部内陆省份，北起顺时针与阿韦龙省、埃罗省、奥德省、上加龙省和塔恩-加龙省接壤。
与蒙迪罗斯接壤的市镇（或旧市镇、城区）包括：圣于尔西斯、拉索济耶尔圣让、凯尔西地区蒙克拉尔、拉萨尔沃塔-贝尔蒙泰、韦尔拉克泰斯库。

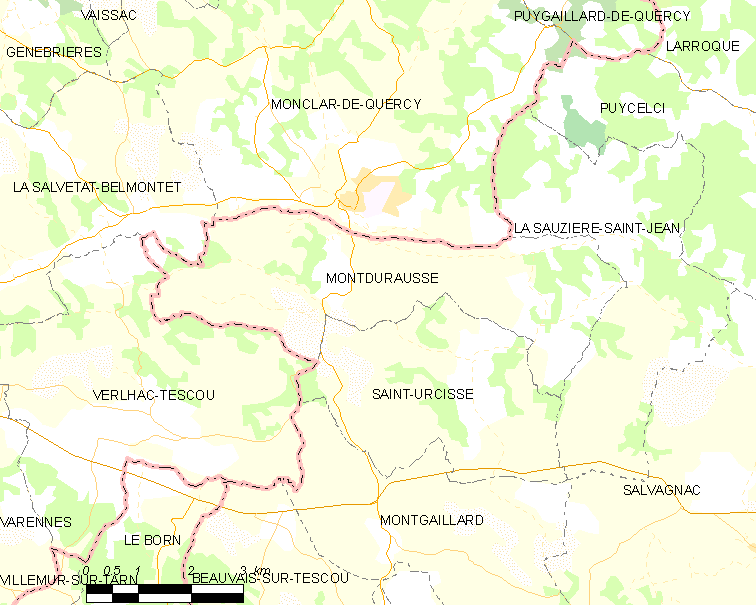
蒙迪罗斯的OSM定位图

蒙迪罗斯的时区为UTC+01:00、UTC+02:00（夏令时）。

## 行政
蒙迪罗斯的邮政编码为81630，INSEE市镇编码为81175。

## 政治
蒙迪罗斯所属的省级选区为葡萄园与城堡庄园县。

## 人口

1962-2008年间蒙迪罗斯人口变化图示

蒙迪罗斯于2022年1月1日时的人口数量为394人。